# 林茲堡 (堪薩斯州)
林茲堡（英語：Lindsburg）是一個位於美國堪薩斯州麥克弗森縣的城市。

## 地方資料
根據2020年美國人口普查的數據，林茲堡的面積為4.78平方千米，當中陸地面積為4.74平方千米，而水域面積為0.04平方千米。當地共有人口3776人，而人口密度為每平方千米789.96人。